# Полёнка
Полёнка (бел. Палёнка) — деревня в составе Овсянковского сельсовета Горецкого района Могилёвской области Республики Беларусь.

## Население
- 1999 год — 73 человека
- 2010 год — 43 человека